# Isla Hovgaard
La isla Hovgaard es una isla de 6 kilómetros de largo y 1,6 de ancho, situada frente a la costa noroeste de la península de Kiev, y a 2,8 kilómetros al suroeste de la isla Booth en el archipiélago Wilhelm, frente a la costa oeste de la península Antártica.

## Características

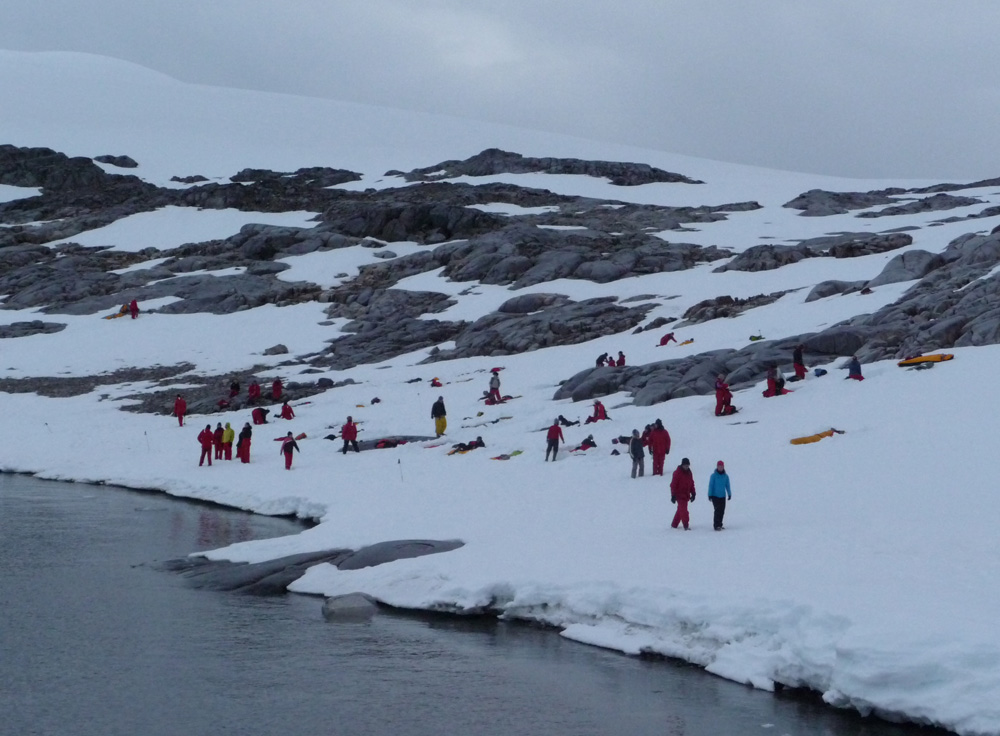
Turistas en la isla.

La isla está completamente cubierta de nieve y sus costas están constituidas en su mayor parte por acantilados de hielo.
En la parte sur alcanza su mayor elevación en un pico redondeado de unos 372 metros de altura, cuyas laderas descienden gradualmente hacia el norte, conformando en una pequeña península. No posee fondeaderos.

## Historia y toponimia
Fue descubierta por la Expedición Antártica Alemana de 1873-1874 dirigida por Eduard Dallmann, quien la denominó isla Kvogmann, en honor a Hermann August Krogmann, un político alemán.
En febrero de 1898, la Expedición Antártica Belga al mando de Adrien de Gerlache de Gomery, la renombró en honor al capitán Andreas Peter Hovgaard (1853-1910), de la Real Armada de Dinamarca, que ayudó en los preparativos de la expedición. El nombre perdura en la actualidad. Años más tarde fue cartografiada por expediciones francesas y británicas.

## Reclamaciones territoriales
Argentina incluye la isla en el departamento Antártida Argentina dentro de la provincia de Tierra del Fuego, Antártida e Islas del Atlántico Sur; para Chile forman parte de la comuna Antártica de la provincia Antártica Chilena dentro de la Región de Magallanes y de la Antártica Chilena; y para el Reino Unido integran el Territorio Antártico Británico. Las tres reclamaciones están sujetas a las disposiciones del Tratado Antártico.
Nomenclatura de los países reclamantes: 
- Argentina: isla Hovgaard[7][8]
- Chile: isla Hovgaard[3]
- Reino Unido: Hovgaard Island[5]